# Fizyka ciekłych kryształów
Fizyka ciekłych kryształów – dział fizyki zajmujący się ciekłymi kryształami.

## Opis fizyczny własności ciekłokrystalicznych
Ciekłe kryształy są z natury ośrodkami trudnymi w opisie teoretycznym. Spowodowane jest to zarówno skomplikowanymi własnościami fizykochemicznymi, jak i problematycznym odniesieniem opisu teoretycznego do rzeczywistości w przypadku ośrodków, które łączą w sobie własności ciał stałych i cieczy, a więc leżą niejako na pograniczu prostszych i lepiej opracowanych sposobów opisu. Opis fizyczny własności ciekłego kryształu musi być z natury bardziej skomplikowany zarówno od opisu ciała stałego jak od opisu cieczy.
Podstawowymi aspektami ciekłych kryształów, dla których poszukuje się opisu są zagadnienia związane z:
- przemianami fazowymi pomiędzy różnymi fazami ciekłokrystalicznymi
- własnościami mechanicznymi ośrodków płynnych anizotropowych.

### Opis przemian fazowych
Podstawowym pojęciem używanym w fizycznym opisie przemian fazowych jest parametr uporządkowania. W wypadku ciekłych kryształów przyjmuje się, że rolę taką pełni tensorowe pole direktora. W wypadku prostego nematyka jest to pole wektorowe lokalnie wskazujące średni kierunek uporządkowania molekuł w makroskopowo niewielkim obszarze ośrodka. Wektor ten jest unormowany do jedności co pozwala na opis lokalnego uporządkowania z użyciem dwóch stopni swobody. Jednak w wypadku bardziej skomplikowanych rodzajów ciekłych kryształów, np. w wypadku kryształów biaksjalnych (posiadających nie pałeczkowatą, ale np. niesymetrycznie dyskowatą strukturę trzeciorzędową cząsteczek, elipsoidalną) sytuacja może być bardziej skomplikowana i opis może wymagać użycia bardziej skomplikowanych obiektów o czysto tensorowym charakterze, zwłaszcza jeśli temperatura lub stężenie jakichś składników w roztworze ciekłokrystalicznym ma wpływ na trzeciorzędową strukturę chemiczną (kształt) cząsteczek ośrodka. Rząd tensora direktora (dla wektorowego pola direktora – rząd jest równy 1, ale może być on w szczególnych wypadkach dla bardziej skomplikowanych ośrodków równy także 2) ma decydujący wpływ na rodzaj przejścia fazowego obserwowanego w danym ośrodku i fazie, i odwrotnie: obecność charakterystycznych cech przejścia fazowego w danych warunkach pozwala przewidywać, że do opisu ośrodka konieczne może być użycie parametru porządku o określonym charakterze tensorowym.
Opis przejść fazowych w ośrodkach ciekłokrystalicznych zmierza do odpowiedzi na pytanie w jakich warunkach i w jaki sposób dochodzi do przemiany fazowej z jednej fazy ciekłokrystalicznej do innej. Zwykle rozważa się wpływ temperatury, czyli zwykle rozpatrywany jest model statyczny przejścia fazowego. Zasadne jest jednakże zadawanie pytań o inne czynniki jak stężenie, przepływ, pole elektryczne itp. co zwykle wiąże się z określaniem pewnego rodzaju modelu dynamicznego, w którym mają znaczenie nie tylko informacje o wartościach parametrów kontrolnych, jak np. o stężeniu czy o polu elektrycznym, ale także informacja o jego zmienności zarówno czasowej, jak i przestrzennej. Modele takie pozwalają odpowiadać na pytania np. o szybkość uporządkowania się ośrodka pod wpływem pola elektrycznego, co pozwala oceniać np. granicę rozdzielczości wyświetlaczy.
Okazuje się, że w zależności od skomplikowanych własności chemicznych oraz od wielu czynników, ciekłe kryształy dostarczają przykładów przejść fazowych zarówno I, jak i II rodzaju (porównaj przemiana fazowa). Zatem niektóre przemiany odbywają się z wymianą ciepła utajonego, a inne bez. Skomplikowanie wykresów fazowych ciekłych kryształów oraz współistnienie w wielu punktach wielu faz pozwala na wyzyskanie własności optycznych ciekłych kryształów w rozmaitych wyświetlaczach itp. Rozważa się przy tym nie tyle tradycyjne wykresy fazowe temperatura / ciśnienie, ale raczej temperatura / pole elektryczne, temperatura / stężenie, temperatura / grubość warstwy itp. Wystarczy się zastanowić przez chwilę i odpowiedzieć sobie na pytanie co by było, gdyby do budowy wyświetlacza użyć materiału, którego uporządkowanie polem elektrycznym w stałej temperaturze wymagałoby pokonania bariery przejścia fazowego I rodzaju, zatem z wymianą ciepła przemiany. Gdyby odpowiedź na to pytanie miała polegać na wyłącznie doświadczalnym przeglądaniu wszystkich możliwych substancji cała owa gałąź przemysłu odeszłaby już dawno do lamusa. Badania teoretyczne w tym zakresie otwierają więc ważną część działań zmierzających do projektowania własności ośrodków ciekłokrystalicznych na zamówienie, podobnie jak robi się to w wypadku półprzewodników.

## Własności mechaniczne
Własności mechaniczne ciekłych kryształów są skomplikowane w większym stopniu niż własności mechaniczne cieczy i ciał stałych z osobna. Ośrodek ciekłokrystaliczny z jednej strony posiada możliwość płynięcia, czyli może np. przybierać kształt naczynia, oraz przejawia napięcie powierzchniowe na granicy faz (np. na granicy ciekły kryształ – powietrze lub między fazami wewnątrz ciekłego kryształu) oraz posiada określoną lepkość, jednocześnie jednak z powodu posiadania pewnych cech ośrodka stałego może w nim dojść do przenoszenia pewnego rodzaju napięć stycznych, które nie mogą wystąpić w cieczy. Napięcia te mogą być przenoszone na różne sposoby, zaś ich opis polega na ich odzwierciedleniu poprzez wektorowy parametr uporządkowania – direktor. Tak więc w stosunku do opisu cieczy pojawiają się dodatkowe wielkości, które należy uwzględnić: przenoszenie napięć stycznych, wpływ przepływu na stopień uporządkowania ośrodka, wpływ niejednorodności uporządkowania ośrodka na prędkość przepływu.
Fundamentalnym pojęciem w opisie własności mechanicznych ciekłych kryształów obok direktora jest ich lepkość. Polski fizyk Marian Mięsowicz wprowadził do opisu własności mechanicznych ciekłych kryształów 8 wielkości skalarnych charakteryzujących lepkość tych ośrodków. Każda z tych wielkości odpowiada za pewien rodzaj propagacji naprężeń, tak jak zwykła skalarna lepkość odpowiada za propagację gradientu prędkości w zwykłym ośrodku płynnym (lepkość jest współczynnikiem proporcjonalności pomiędzy gradientem prędkości a siłą działającą na elementarny element płynu). Tak więc ośrodek ciekłokrystaliczny może gromadzić energię nie tylko w formie energii kinetycznej jak zwykła ciecz, ale także na jeden z 7 pozostałych rodzajów deformacji. Tensor naprężeń ośrodka ciekłokrystalicznego jest sumą dwóch składników:
{\displaystyle \sigma =\sigma _{ciecz}+\sigma _{direktor},}
gdzie:
{\displaystyle \sigma _{ciecz}} jest składnikiem takim samym jak w wypadku zwykłych cieczy, zawierający tylko skalarną zależność od gradientu prędkości,
{\displaystyle \sigma _{direktor}} zawiera w sobie te elementy, które związane są z dalekozasięgowym uporządkowaniem ośrodka.
Taka postać tensora naprężeń pozwala wprost spełnić wymagania zasady zachowania energii, w której obok energii kinetycznej ośrodka musi występować także składowa związana z wydatkiem na deformacje związane z wewnętrznym stopniem uporządkowania ośrodka. Matematyczna postać zależności pomiędzy tensorem naprężeń ośrodka a direktorem i 8 współczynnikami lepkości Mięsowicza dobrana jest w taki sposób, aby spełnić zasadę zachowania energii dla procesu z dysypacją (tarcie wewnętrzne, dodatkowe stopnie swobody ośrodka ciekłokrystalicznego itp.) co osiąga się dzięki zastosowaniu tzw. funkcji Rayleigha (porównaj John William Strutt) i dobraniu odpowiednich członów poprzez analizę symetrii wyrazów skalarnych, które można otrzymać posługując się operacjami tensorowymi jak iloczyny skalarne, ślady itp. dla danego charakteru tensorowego direktora. W wypadku direktora będącego wektorem ilość takich wyrażeń wynosi dokładnie 8, skąd właśnie wynika 8 współczynników lepkości Mięsowicza (np. kwadrat gradientu direktora, kwadrat iloczynu gradientu direktora i samego direktora itp.).
Równania przepływu ośrodka ciekłokrystalicznego obejmują zarówno równania Naviera-Stokesa uzupełnione o składniki wynikające z uogólnionego tensora naprężeń ośrodka, ale także równania dynamiczne dla direktora, równanie ciągłości oraz równanie unormowania direktora jako więzy oraz zespół równań związanych z transportem ciepła i entropii. Równanie zachowania energii dzięki użyciu właściwej definicji tensora naprężeń i współczynników Mięsowicza jest spełnione tożsamościowo.
Równania ruchu ośrodka ciekłokrystalicznego są silnie nieliniowymi równaniami wektorowymi różniczkowymi cząstkowymi i to w wysokich potęgach w stosunku do równań Naviera-Stokesa, zaś ich rozwiązanie jest poza oczywistymi symetrycznymi przypadkami w zasadzie niemożliwe. Stopień skomplikowania tych równań i ich tensorowy charakter zbliża ten problem matematycznie do zagadnień jakie występują w równaniach kwantowej teorii pola lub teorii grawitacji.